# Kresanica
Kresanica je hora v Západních Tatrách a zároveň nejvyšší vrchol geomorfologické části Červené vrchy. Nachází se na hlavním hřebeni Západních Tater, na slovensko-polské hranici, asi 8 km jihojihozápadně od polského Zakopaného. Vypíná se do výšky 2122 m n. m. a s prominencí 323 metrů patří mezi 10 nejprominentnějších vrcholů celých Tater.

## Vrchol
Z vrcholu jsou pěkné výhledy na Vysoké Tatry, Tichou dolinu i na polskou stranu Tater.
Blízko vrcholu sa také nachází několik turisticky nepřístupných jeskyň.

## Přístup
Nejjednodušší přístup je z polské strany, z obce Kiry, po  značce na Cudakowu Polanu a dále po  značce přes Temniak až na vrchol (4:30 hodin s převýšením 1200 metrů). Případný přístup ze slovenské strany je mnohem delší, např. z Podbanského po  značce do Suchého sedla (5:20) a dále po  značce na vrchol (dalších 3:40).

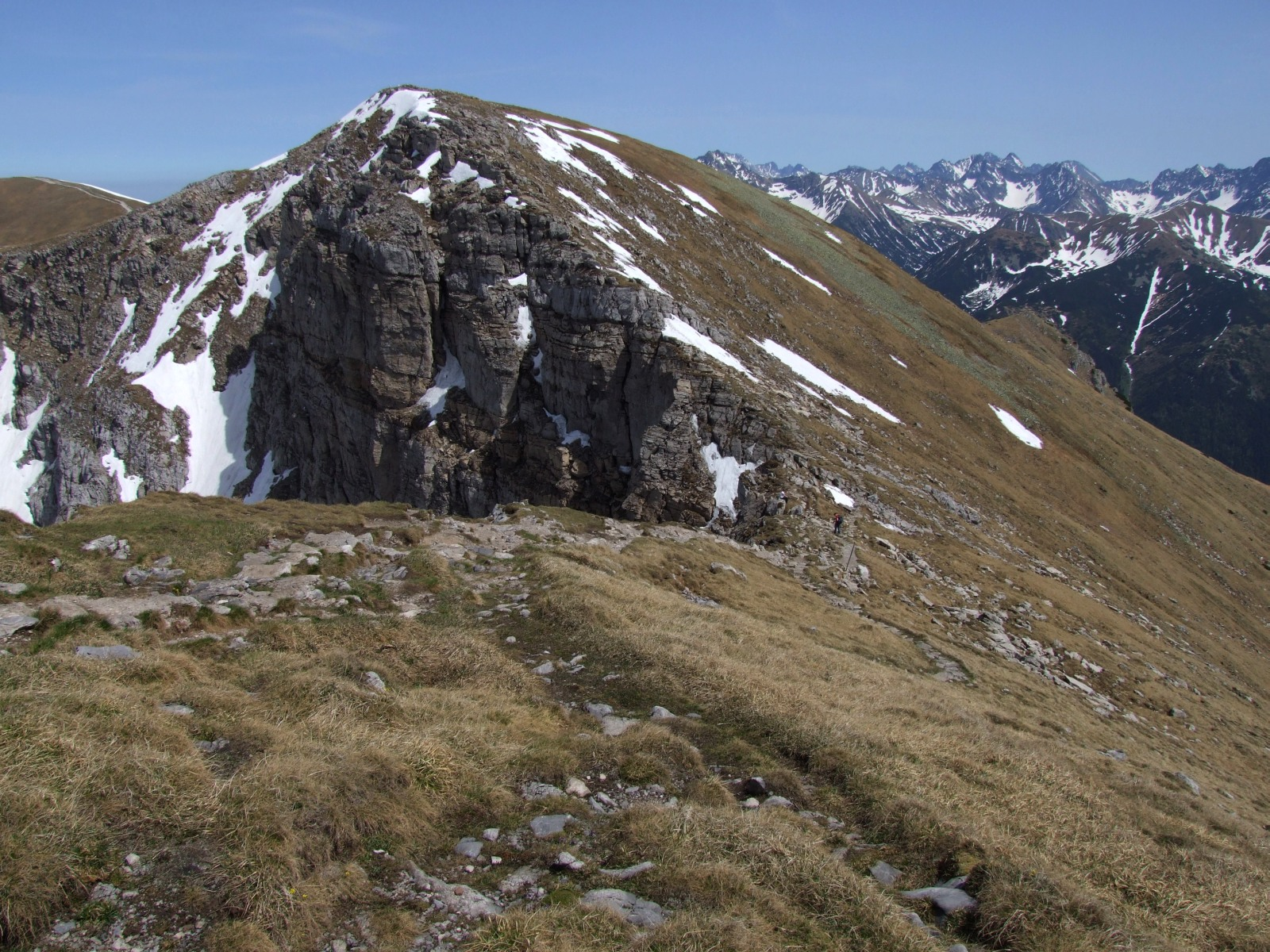
Kresanica od západu, z Temniaku